# Соломино (Орловская область)
Соло́мино — село в Дмитровском районе Орловской области. Входит в состав Соломинского сельского поселения. 
Население — 114 человек (2010 год).

## География
Расположено на реке Общерице, притоке Неруссы, в 7 км к востоку от Дмитровска. Высота над уровнем моря 220 м. В селе есть пруд при бывшем спиртзаводе. Ближайшие населённые пункты — деревни Кузьминка и Бычки, село Морево. К западу от села расположены дачные участки. В 1,3 км к северу от Соломина проходит автодорога 54К-9 «Кромы—Комаричи». Через село проходит автодорога в село Плоское.

## История

### XVII—XVIII века
Упоминается в 1648 году как одна из деревень в приходе храма Димитрия Солунского села Морево. В то время своего храма в Соломино ещё не было. По данным 1649 года деревня состояла из 29 дворов и была приписана к Моревскому острогу. Местные жители могли укрываться в этой крепости во время набегов крымских татар, а также должны были поддерживать её в обороноспособном состоянии. Согласно крестоприводной книге, 28 апреля 1682 года в городе Севске на верность государям Иоанну V и Петру I Алексеевичам приведён, среди прочих, рядовой из деревни Соломино Костка Ларионов. На рубеже XVII и XVIII веков в Соломино был построен деревянный храм, освящённый в честь Архангела Михаила. По переписи 1705 года в селе был 21 двор, проживало 105 человек (в том числе 24 недоросля, 11 человек на военной службе). По переписи 1707 года в Соломино было уже 22 двора (в том числе 1 двор мельника), однако население сократилось до 65 человек (в том числе 17 недорослей). Эти переписи учитывали только мужское население и домохозяек-вдов или незамужних.
С 1711 года составе вотчины князя Дмитрия Кантемира. Здесь в декабре 1715 года останавливался Пахомий, митрополит Воронежский и Елецкий. На протяжении XVIII века селом владели дворяне Кантемиры и Трубецкие. Так, в 1763 году за Кантемирами здесь числилось 111 душ мужского пола, за Трубецкими — 38. До 1778 года Соломино входило в состав Радогожского стана Комарицкой волости. Позже — владельческое село Дмитровского уезда Орловской губернии.

### XIX — начало XX века
По данным 10-й ревизии 1858 года помещиком в сёлах Морево и Соломино был поручик Александр Фёдорович Спечинский (1805—1875). В Соломино ему принадлежало 40 дворов, в которых проживал 201 крестьянин мужского пола. Крестьяне платили помещику денежный оброк, а также должны были поставлять по 1 барану с 2 тягол, обрабатывать и убирать по 0,5 десятин сенокоса в течение 3 дней в году. Фактически крестьяне накашивали по 8—10 возов на тягло.
В 1866 году в селе проживало 498 человек (243 мужского пола и 255 женского), насчитывалось 47 дворов, а в 1877 году — 478 человек и 63 двора. Также в Соломино во второй половине XIX века действовали школа, винокуренный и лесопильный заводы, паровая мельница, 3 маслобойни. Село являлось административным центром Соломинской волости Дмитровского уезда. 
После смерти А. Ф. Спечинского в 1875 году имения в сёлах Морево и Соломино перешли к его дочери — Елизавете Александровне Даниловой (1838—1905). В 1894 году в Соломино было 75 дворов, проживало 550 человек. В 1897 году здесь проживало 614 человек (296 мужского пола и 318 женского). В начале XX века в селе действовала водяная мельница на реке Общерице. Во время революции 1905—1907 годов на соломинском винокуренном заводе, принадлежавшем помещице Е. А. Даниловой, происходили волнения рабочих. По данным 1910 и 1916 годов в уездном земстве гласным от 1-го избирательного собрания был сын Е. А. Даниловой — дворянин села Соломино, прапорщик запаса Николай Сергеевич Данилов (1879—?). По фамилии помещиков Даниловых получило название обширное лесное урочище Данилова Дача, расположенное к северу от Соломина. По состоянию на 1916 год в селе действовало кредитное товарищество. В начале XX века часть жителей Соломина выселилась в посёлки Огничное и Топоричный.
В Первой мировой войне участвовали жители Соломина: Авилкин Никита Алексеевич, Бурыкин Степан Яковлевич (1882), Бурыкин Яков Кузьмич, Гришаев Василий Дмитриевич, Егоров Гавриил Егорович (1896), Егоров Иван Александрович, Егоров Михаил Дмитриевич, Ефимов Афанасий Никифорович, 
Лободенков Иван Матвеевич, Сёмкин Пётр Корнеевич (?—1915), Тюрин Иван Гавриилович, Цуканов Семён Яковлевич (?—1915) и другие.

### После 1917 года
В 1920-е годы на базе винокуренного завода был создан совхоз «Соломинский». В 1926 году в селе было 107 дворов, проживало 558 человек (254 мужского пола и 304 женского), действовали школа 1-й ступени, пункт ликвидации неграмотности, красный уголок, торговое заведение II-го разряда. В то время Соломино было административным центром Соломинского сельсовета Лубянской волости Дмитровского уезда. Соломинский совхоз в то время числился как отдельный населённый пункт, состоявший из 12 хозяйств (в том числе 1 крестьянского типа) с населением 25 человек (15 мужского пола и 10 женского). При совхозе имелся красный уголок. В 1937 году в селе было 119 дворов. 
Во время Великой Отечественной войны, с октября 1941 года по август 1943 года Соломино находилось в зоне немецко-фашистской оккупации. В 1940-е годы в Соломино действовал колхоз «Прямой Путь». В 1950 году «Прямой Путь» вошёл в состав более крупного колхоза имени Мичурина с центром в деревне Бычки. В конце 1970-х годов административный центр Соломинского сельсовета был перенесён из Соломина в деревню Бычки.

## Храм Архангела Михаила

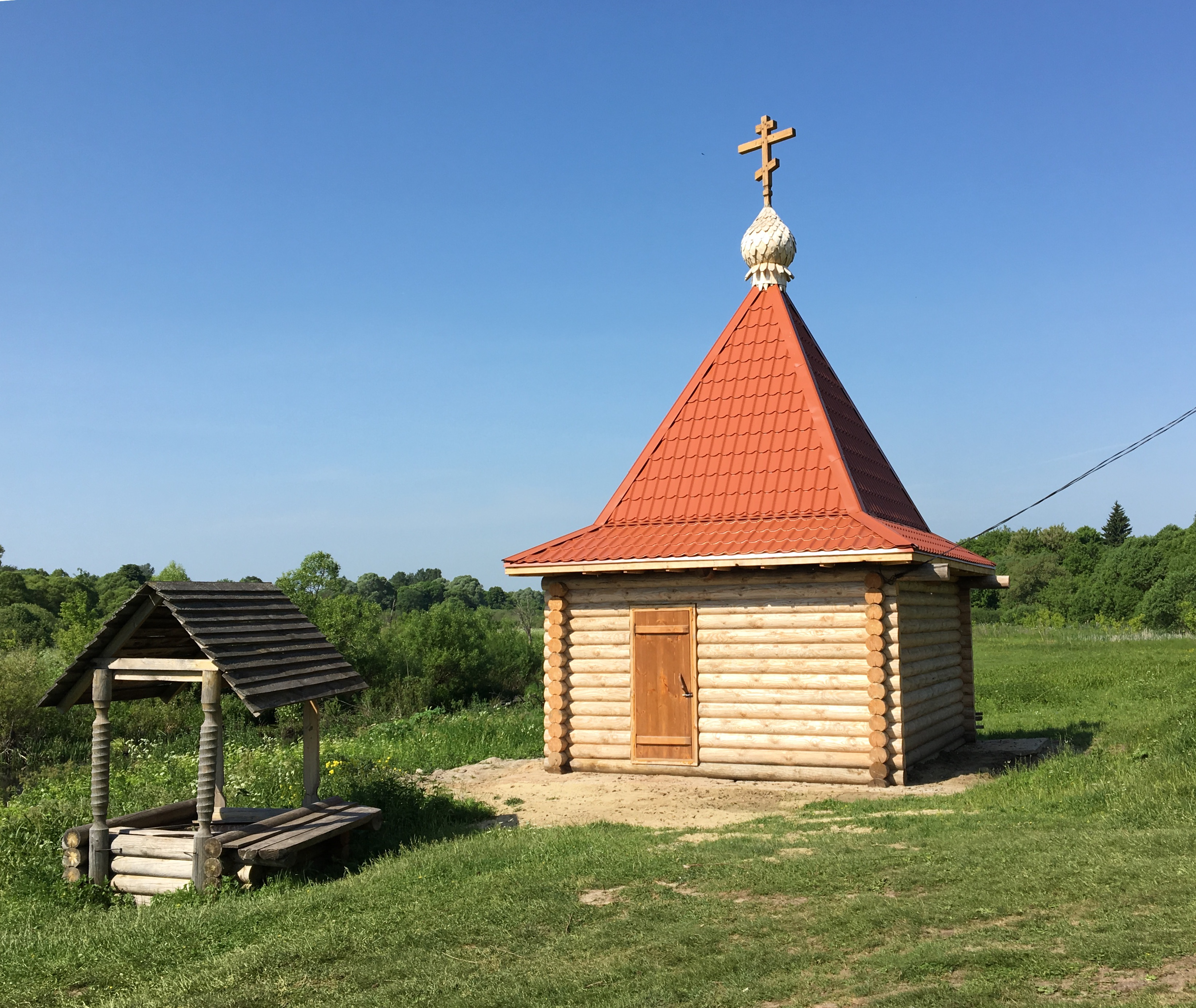
Часовня-купель Архангела Михаила с родником

В середине XVII века своей церкви в Соломино ещё не было, местные жители ходили молиться в храм Димитрия Солунского в соседнее село Морево. Деревянный православный храм, освящённый в честь Архангела Михаила, упоминается в Соломино с начала XVIII века. В то время в храме служил священник Пётр Васильев, у которого был пятилетний сын Денис. Дьячковский двор по переписям 1705 и 1707 годов пустовал. Приход Архангельского храма состоял из села Соломино и деревень Бычки и Кузьминка. В 1799 году было построено новое деревянное здание храма, просуществовавшее до советского времени; в 1888 году перестроено. Церковь располагалась на правом берегу реки Общерицы. 
В 1865 году в церкви служили священники Михаил Фивейский и Иоанн Семов. По описанию 1903 года храм в Соломино был деревянный и крепкий, обнесён каменной оградой. Расположенное рядом с селом кладбище содержалось образцово и было украшено насаждениями. В приходе храма было развито церковное пение. В 1904 году в приходе храма числилось 1228 душ мужского пола, а в 1906 году — 1248. По данным тех лет церковной земли было 36 десятин, ежегодный братский доход причта составлял 1002 рубля. Причт состоял из трёх человек: священника, диакона и псаломщика.
До 1908 года при Архангельском храме действовала благочинническая библиотека, которая впоследствии была переведена в Дмитровск. В 1907 году приходской совет церкви боролся с распространением революционной пропаганды среди местного населения, противодействовал пьянству, сквернословию, воровству и другим порокам, распространял среди местного населения нравственные брошюры и листки, занимался изысканием средств на украшение храма.
Храм несколько раз посещали орловские епископы: Ириней (3 сентября 1903 года), Серафим (7 июня 1906 года), Александр (22 сентября 1909 года), Григорий (4 июля 1911 года). 
Диаконами в храме служили: Михаил Покровский (1904) и другие.
Псаломщиками в храме служили: Николай Покровский (?—1904), Александр Некрасов (1904—1906), Михаил Никольский (1906—?) и другие. 
Церковными старостами в разное время были: Николай Петрович Соломатин (21 декабря 1901 года — ?), Кузьма Кириллов (26 ноября 1907 — ?)
, Кузьма Королёв (30 декабря 1913 года — ?). Приход Архангельского храма был одним из самых многолюдных в Дмитровском уезде. На 1 января 1914 года в нём числилось 2688 человек, на 1 января 1916 года — 3052 человека. Перед революцией в храме долгое время служил священник Илья Никольский.
В советское время храм был закрыт и до наших дней не сохранился. Престольным праздником в Соломино был Михайлов день.
В 2018 году на берегу Общерицы рядом с местом, где некогда располагался храм, была построена часовня-купель, освящённая в честь Архангела Михаила. Рядом с часовней находится благоустроенный родник.

## Население
| 1866 | 1877 | 1897 | 1926 | 1979 | 2002 | 2010 |
| ---- | ---- | ---- | ---- | ---- | ---- | ---- |
| 498  | ↘478 | ↗614 | ↘558 | ↘285 | ↘197 | ↘114 |

## Исторические фамилии
Бурыкины, Васюнины, Гуровы, Егоровы, Лагутины, Лободины, Разбоевы, Сёмкины, Тюрины, Хохловы, Царёвы, Цукановы, Чибуткины, Шумаковы и другие.

## Памятники истории
Братская могила советских воинов, погибших в боях с фашистскими захватчиками во время Великой Отечественной войны. Похоронено 148 человек, у всех установлены имена. Перезахоронения производились из  д. Бычки, п. Васильевка, п. Калинов Куст, п. Костобобровка.

## Персоналии
- Максаков, Александр Иванович (1936—1997) — Герой Социалистического Труда, депутат Государственной думы РФ II созыва.